# NGC 7196
NGC 7196 (другие обозначения — PGC 68020, ESO 237-36, AM 2202-502, IRAS22026-5021) — эллиптическая галактика (E) в созвездии Индеец.
Этот объект входит в число перечисленных в оригинальной редакции «Нового общего каталога».